# Vladyslav Manafov
Vladislav Sergeyevich Manafov (en ucraniano: Владислав Сергійович Манафов; Kiev, 22 de abril de 1993) es un tenista profesional ucraniano con el ranking de individual más alto del mundo con 327.

## Carrera profesional
La clasificación individual masculina de Manafouf de 327 el 20 de febrero de 2017 fue un récord personal. El ranking de dobles el 17 de abril de 2023 fue 104.
En febrero de 2011, ocupó el puesto 16 en la ITF Juniors y llegó a la final de dobles junior del Abierto de Estados Unidos 2011, pero perdió ante Julian Lenz y Robin Kern.
Representó a Ucrania en la Copa Davis con un récord de 1 victoria y 2 derrotas.

## Títulos Challenger
| Leyenda             | Individuales | Dobles |
| ------------------- | ------------ | ------ |
| ATP Challenger Tour | 0            | 7      |

### Dobles (7)
| N.º | Fecha      | Torneos       | Superficie    | Pareja                 | Oponentes                                 | Resultado         |
| --- | ---------- | ------------- | ------------- | ---------------------- | ----------------------------------------- | ----------------- |
| 1.  | 10.06.2021 | Almaty II     | Tierra batida | Vitaliy Sachko         | Corentin Denolly Adrian Menendez-Maceiras | 6-1, 6-4          |
| 2.  | 30.07.2022 | San Benedetto | Tierra batida | Oleg Prihodko          | Fábián Marozsán Lukáš Rosol               | 4-6, 6-3, [12-10] |
| 3.  | 27.08.2022 | Bania Luka    | Tierra batida | Oleg Prihodko          | Fabian Fallert Hendrik Jebens             | 6-3, 6-4          |
| 4.  | 11.02.2023 | Vilna         | Dura (i)      | Ivan Liutarevich       | Arjun Kadhe Daniel Masur                  | 6-0, 6-2          |
| 5.  | 18.02.2023 | Cherburgo     | Dura (i)      | Ivan Liutarevich       | Karol Drzewiecki Kacper Żuk               | 7–6(10), 7–6(7)   |
| 6.  | 15.04.2023 | Madrid        | Tierra batida | Ivan Liutarevich       | Patrik Niklas-Salminen Bart Stevens       | 6-4, 6-4          |
| 7.  | 01.06.2024 | Vicenza       | Tierra batida | Patrik Niklas-Salminen | Andre Begemann Niki Kaliyanda Poonacha    | 6-3, 6-4          |